# Nachtlicher Alltag
Nachtlicher Alltag (lett. Vita quotidiana notturna) è un volume fotografico del 1980 di Jane Evelyn Atwood.
Atwood viveva a Parigi già da cinque anni quando nel 1976 decise di acquistare la sua prima macchina fotografica. Conobbe alcune prostitute come Blondine, Barbara, Nouja, Miranda, Ingrid a cui si aggiunsero altre ragazze ed un po' alla volta iniziò a seguirle notte dopo notte nel loro lavoro ed entrando nelle loro vite, nel loro vissuto, nelle loro speranze. Nacque così, senza che lei per prima se ne rendesse conto, il racconto per immagini del mondo della prostituzione a Pigalle, il suo primo volume, profondo e drammatico al tempo stesso ma con la necessità di "catturare la dignità umana".

## Contenuto
In 61 immagini bianconero, la fotografa racconta la prostituzione, attraverso alcune delle donne di Pigalle che di notte scendevano per le strade e le piazze ad adescare clienti. Foto scattate per strada, nei bar, in macchina, in squallidi motel, in condomini di chi vive ai margini della società borghese, ma come se fossero immagini di vita normale e quotidiana. Le fotografie parlano di donne specializzate in clienti masochisti. Il bianconero di Atwood ricorda quello di Brassaï ed evoca una sorta di magica atmosfera parigina notturna, dove "signore vestite come regine del cinema sussurrano agli uomini che passano...".

## Le vicende del libro
Racconta Atwood: "...avevo visto queste prostitute per strada. A quei tempi, negli anni '70, era loro permesso di stare fuori e adescare. Indossavano costumi incredibili, con un trucco pesante e acconciature elaborate. Erano molto belle. Ero estremamente curiosa e fotografarle è diventato un modo per conoscerle. Ero stata a una mostra, Diane Arbus, e non riuscivo a togliermi dalla testa le sue foto". E continua: "...ne sapevo tanto di fotografia quanto di prostituzione: in realtà imparai a scattare foto in quel bordello. Finii per lavorare lì ogni notte, tutta la notte, per un anno. Mentre fotografavo Blondine, altre donne si incuriosirono e mi chiesero se potevo scattare loro una foto. A poco a poco, ottenni abbastanza fotografie di prostitute per fare il mio primo libro". E ancora: "Il bordello era per masochisti: le donne venivano pagate cifre astronomiche per frustare i tizi o tagliarli o fare qualsiasi cosa folle volessero. Non me ne sono resa conto finché non ho iniziato a scattare le foto. Ero spaventata a morte ma riuscivo sempre a scattare. Blondine era stata cresciuta con rigore dalle suore in un convento e aveva un solo desiderio quando ne fosse uscita: essere come Marilyn Monroe, di cui aveva visto le foto. Pensava che il modo per farlo fosse diventare una prostituta. ...credeva che Marilyn Monroe fosse diventata una prostituta per tutti noi".
Imparò a fotografare da autodidatta proprio in quel periodo, seguendo il mondo della prostituzione, ma le sue lezioni proseguirono grazie anche al fotografo della Magnum Leonard Freed che la incoraggiò a continuare in quel temerario lavoro con Blondine e le altre. Il libro ha avuto una seconda edizione, rivisto e corretto, con una versione anche in inglese, con un nuovo titolo: "Rue des Lombards" nel 2011.

## Edizioni
- Jane Evelyn Atwood, Nachtlicher Alltag, Monaco di Baviera, Mahnert-Lueg Verlag, 1980, ISBN 978-3922170167.
- Jane Evelyn Atwood, Rue des Lomards, Parigi, Éditions Xavier Barral, 2011, ISBN 978-2915173796.